# ميرك
ميرك اند كو هي شركة أدوية أمريكية متعددة الجنسيات، تعمل في الولايات المتحدة وكندا تحت اسم (MSD) اختصارا لاسم ميرك شارب دوهم، وهي إحدى أكبر الشركات المصنعة للأدوية في العالم، تأسست في كينيلورث بنيو جيرسي.
في عام 1887، ذهب ثيودور ويكر، الموظف الألماني الذي يعمل منذ فترة طويلة في شركة ميرك بدارمشتات في ألمانيا، إلى الولايات المتحدة ليؤسس فرع جديد لشركة ميرك.
في عام 1891، أسس ثيودور ويكر شركة ميرك آند كو، الذي يقع مقرها في مانهاتن بالولايات المتحدة، بمبلغ 200,000 دولار كان قد استعاره من شركة ميرك الألمانية.
في نفس العام أصبح جورج ميرك، الابن البالغ من العمر 23 عاما وحفيد المؤسس ويكر رئيسا لشركة ميرك.
تأسست الشركة كشركة فرعية في الولايات المتحدة لشركة ميرك الألمانية، التي سبق تأسيسها في عام 1668 من قبل عائلة ميرك.
في الحرب العالمية الأولي أغلقت شركة ميرك آند كو من قبل حكومة الولايات المتحدة، وتأسست كشركة أمريكية مستقلة في عام 1917. تمتلك شركة ميرك آند كو حقوق الاسم في الولايات المتحدة وكندا، بينما تمتلك شركة ميرك الأصلية التي يقع مقرها في دارمشتات في ألمانيا حقوق الاسم في أي مكان آخر. ميرك آند كو هي سابع أكبر شركة أدوية في العالم من حيث القيمة السوقية والإيرادات. يقع مقرها الرئيسي في كينيلوورث بنيو جيرسي. احتلت الشركة المرتبة 69 في قائمة فورتيشن 500 لعام 2020 لأكبر الشركات الأمريكية من حيث إجمالي الإيرادات.
تقوم شركة ميرك آند كو بنشر دليل ميرك، وهو سلسلة من الكتب المرجعية الطبية للأطباء والممرضات والفنيين والأطباء البيطريين، بالإضافة إلي دليل ميرك للتشخيص والعلاج، وتعتبر هذه السلسلة هي المرجع الطبي الأكثر مبيعا في العالم. نشرت شركة ميرك مؤشر ميرك، وهو عبارة عن خلاصة وافية للمركبات الكيميائية، من قبل شركة ميرك آند كو قبل أن تحصل عليه الجمعية الملكية للكيمياء في عام 2012.

## تاريخ الشركة

### الأصل والتاريخ المبكر

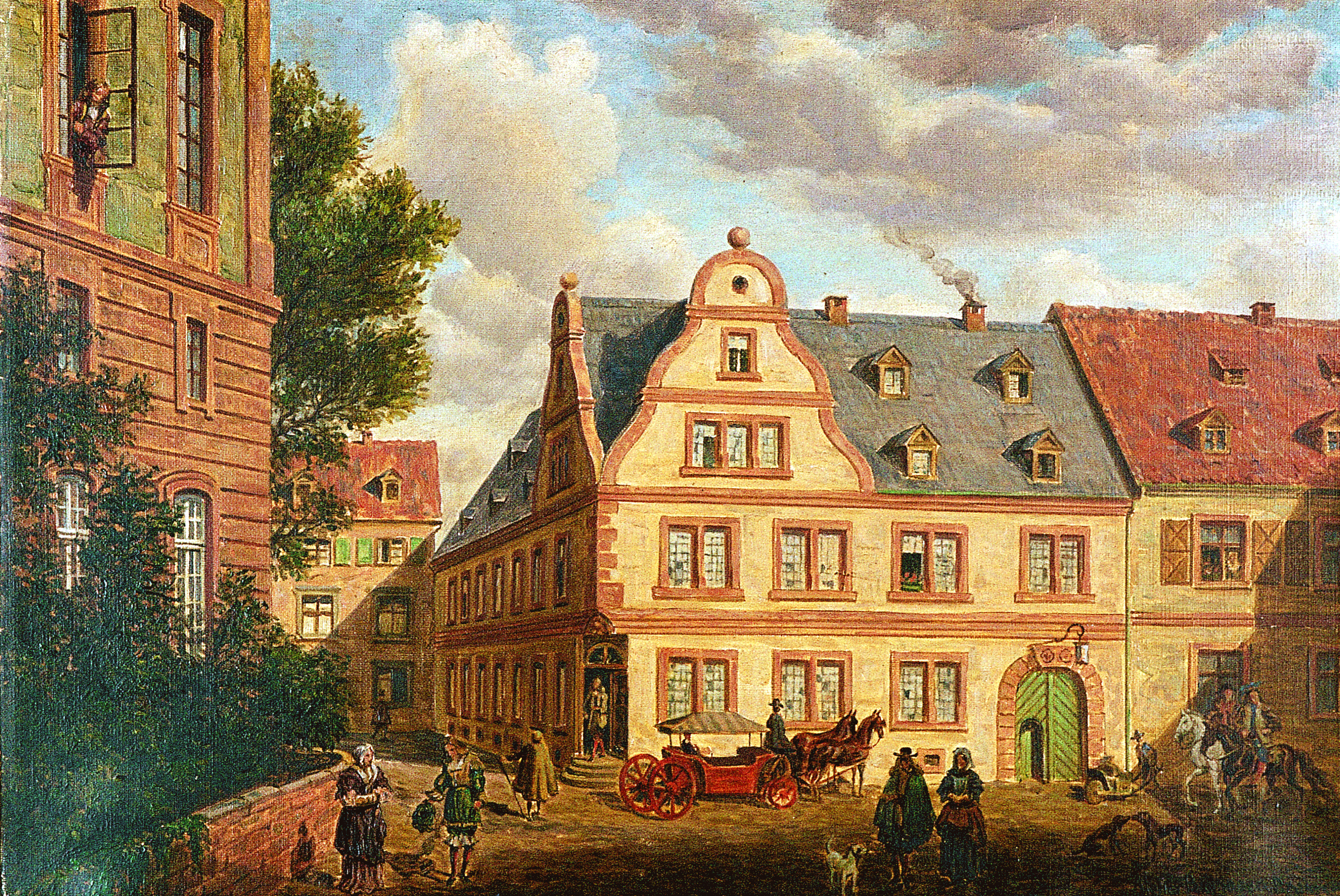
صيدلية آنجل في دارمشتات، ولاية هسن الألمانية، بداية ميرك جروب.

يرجع أصل شركة ميرك آند كو إلى شركة ميرك الأم الأصلية الألمانية، التي أسستها عائلة ميرك في عام 1668، عندما قام فريدريك جاكوب ميرك بشراء متجر للأدوية في دارمشتات بألمانيا.
في القرن التاسع عشر، تطورت شركة ميرك من صيدلية إلى شركة أدوية كبرى ودخلت في التصنيع التجاري.
في عام 1891، هاجر أحد أفراد العائلة وهو جورج ميرك إلى الولايات المتحدة وأنشأ شركة ميرك آند كو في نيويورك كشركة تابعة في الولايات المتحدة لشركة ميرك الألمانية. عملت شركة ميرك آند كو في الولايات المتحدة من عام 1891 إلى عام 1917 كشركة فرعية تابعة لمجموعة ميرك.

### التأميم
بعد دخول الولايات المتحدة في الحرب العالمية الأولى، تمت مصادرة شركة ميرك آند كو التابعة لمجموعة ميرك الأمريكية بموجب قانون التجارة مع العدو لعام 1917. في عام 1919، أعاد جورج دبليو ميرك رئيس الشركة شراء الأسهم، لكن أصبحت شركة ميرك الأمريكية شركة منفصلة عن الشركة الأم الألمانية السابقة.
تمتلك شركة ميرك آند كو حقوق ملكية العلامة التجارية لاسم ميرك في الولايات المتحدة الأمريكية وكندا، بينما تحتفظ شركة ميرك الأم بحقوق العلامة التجارية في بقية العالم.
في عام 1929، اندمجت شركة إتش كيه مولفورد مع شركة شارب آند دوهم، وصمما تكنولوجيا اللقاح، لتحصين خيول الفرسان في الحرب العالمية الأولى وسلما مضاد سموم الخناق إلى شركة ميرك آند كو. وكانت شركة مولفورد شركة منتجة للقاح الجدري.

### من عام 1950 إلى عام 2000
في عام 1953، اندمجت شركة ميرك آند كو مع شركة شارب آند دوهم لتكوين أكبر شركة أدوية أمريكية. احتفظت الشركة المندمجة باسم ميرك التجاري في الولايات المتحدة وكندا، بينما احتفظت باسم ميرك شارب آند دوهم خارج أمريكا الشمالية.
في عام 1965، استحوذت شركة ميرك آند كو على شركة تشارلز أي فروست، التي تأسست في مونتريال بكيبيك في كندا في عام 1899، وأنشأ شركة ميرك فروست كندا كشركة فرعية ومنشأة أبحاث صيدلانية تابعة لشركة ميرك في كندا. أغلقت هذه الشركة في يوليو عام 2010، وأعيد تشغيلها في عام 2011 باسم شركة ميرك كندا.
أسست الشركة شركة فرعية عاملة تابعة لها في عام 1970 في نيو جيرسي، وتشكلت كمشروع مشترك مع شركة أسترازينيكا. في أواخر الثمانينيات والتسعينيات من القرن الماضي. أنشأت الشركة أيضا مشاريع مشتركة مع شركة ديوبون للوصول إلى الخبرة البحثية والتطويرية، ومع شركة جونسون آند جونسون لبيع الأدوية الاستهلاكية المتاحة دون وصفة طبية. في نوفمبر 1993، أكملت شركة ميرك آند كو شراء شركة ميدكو لخدمات الاحتواء، بمبلغ قيمته 6 مليارات دولار، وبعد عشر سنوات انفصلت شركة ميرك عن شركة ميدكو عن شركة ميرك.

### من عام 2001 إلى عام 2019
كانت شركة ميرك آند كو تنوي الاستحواذ على شركة شيرينغ بلاو المنافسة لها، لكن في نوفمبر عام 2009، حدثت عملية اندماج بين الشركتين في صفقة بقيمة 41 مليار دولار أمريكي، في عملية اندماج عكسي، حيث تغير اسم ميرك آند كو إلى ميرك آند دوهم، وتغير اسم شركة شيرينغ بلاو إلى ميرك آند كو. كانت هذه الصفقة عبارة عن محاولة للحفاظ على حقوق شركة شيرينغ بلاو في تسويق عقار إنفليكسيماب، والذي تحدد في النهاية عن طريق التحكيم. انتهى الاندماج في 4 نوفمبر 2009.
من عام 2015، وشركة ميرك شارب آند دوهم شركة تابعة لشركة ميرك آند كو.
اعتبارا من ديسمبر عام 2013، كان لدى شركة ميرك الأمريكية ما يقرب من 76,000 موظف في 120 دولة في 31 مصنع حول العالم. شركة ميرك آند كو واحدة من أكبر سبع شركات أدوية في العالم. قامت مؤسسة شركة ميرك بتوزيع أكثر من 480 مليون دولار على المنظمات التعليمية وغير الهادفة للربح منذ تأسيسها في عام 1957، و 740 مليون دولار في التبرعات الخيرية الشاملة.
في 7 ديسمبر عام 2012، أعلنت المؤسسة أنها ستنهي تبرعاتها لفتيان الكشافة الأمريكية بسبب سياستها التي تستبعد الأعضاء على أساس التوجه الجنسي، والتي تتعارض بشكل مباشر مع إرشادات العطاء لمؤسسة ميرك.
في أكتوبر عام 2013 ، أعلنت شركة ميرك آند كو أنها ستتخلى عن 8,500 موظف في محاولة لخفض 2.5 مليار دولار من تكاليفها بحلول عام 2015. ارتفعت أسهم الشركة بنسبة 2.35٪ بما يعادل 48.73 دولارا أمريكي إضافي لدخل الشركة في تعاملات نيويورك بعد أن أعلنت التخفيضات. بالإضافة إلي أن الشركة كانت قد تخلت عن 7,500 موظف في عامي 2011 و 2012، وصل مجموع تخليها عن الموظفين في الثلاثة أعوام المتتالية إلى نسبة 20% من القوة العاملة.
في يونيو عام 2014، أعلنت شركة ميرك آند كو عن استحواذها على شركة إيدنيكس للأدوية مقابل 3.85 مليار دولار أمريكي. في ديسمبر عام 2014، أعلنت شركة ميرك آند كو أنها ستنفق 8.4 مليار دولار لشراء شركة الأدوية التكعيبية في وقت لاحق من نفس الشهر، استحوذت شركة ميرك آند كو على شركة أونكو إيثيكس، وهي شركة سويسرية تعمل في مجال التكنولوجيا الحيوية بمبلغ يصل إلى 375 مليون دولار اعتمادا على بعض الإنجازات البارزة.
في يوليو عام 2015، وسعت كل من شركتي ميرك آند كو وأبلينكس تعاونهما في مجال علم الأورام المناعي لمدة أربعة أعوام، مما أدى إلى ربح تجاري يصل إلى 4.4 مليار دولار أمريكي لشركة أبلينكس. بعد ذلك بمدة أربعة أيام أعلنت شركة ميرك آند كو أنها ستنفق 95 مليون دولار بالتعاون مع شركة سي أيه إم للعلاج الحيوي، وأنها مستعدة لإنفاق 510 مليون دولار إضافية للعمل في المعامل السريرية والتنظيمية والتجارية. ستقوم شركة ميرك آند كو بإحضار جسم سي إم-24 المضاد المصمم لمنع نقطة سيكام 1 المحاربة للمناعة.
في يناير عام 2016، أعلنت شركة ميرك آند كو عن إنشاء شركتين جديدتين، إحداهما بالشراكة مع شركة كيورتيت ميدسن لعلاج الألم بالجزيئات الصغيرة، والأخرى مع شركة كومبلكس للتحقق من أهداف السرطان داخل الخلايا، يحتمل أن تدار الشركتين برأس مال 595 مليون دولار، وأنفاق 280 مليون دولار على الأعمال.
بعد أيام، أعلنت شركة ميرك آند كو أنها ستستحوذ على شركة ايومنت للأدوية، بعد ذلك أصبحت شركة ايومنت شركة فرعية تعمل في مجال مثبطات مزدوجة المفعول، مملوكة بالكامل لشركة ميرك آند كو.
في يونيو عام 2016، أعلنت شركة ميرك آند كو عن استحواذها على شركة افرينت للأدوية، مقابل 1.25 مليار دولار، وحصلت على مركب الرصاص افرينت-أيه إف-219، المستخدم لحجب مستقبلات بي2إكس3.
في أبريل عام 2017، استحوذت شركة ميرك لصحة الحيوان على شركة تصنيع منتجات الصحة الحيوانية البرازيلية، في سبتمبر من نفس العام، أعلنت الشركة أنها ستستحوذ على شركة ريجونتيك مقابل 554 مليون دولار، حيث أن الشركة كانت قد حصلت على مركب ريجونتيك الرئيسي أر جي تي 100، والذي يستهدف مسار الجين الأول الذي يحفز حمض الرتينويك.
في فبراير عام 2018، أعلنت شركة ميرك أنها ستستحوذ على شركة أدوية السرطان الأسترالية، مقابل 502 مليون دولار أسترالي ما يعادل 494 مليون دولار أمريكي، مما يعزز خط أنابيب ميرك الخاص. في ديسمبر من نفس العام، أعلنت الشركة أنها ستستحوذ على مجموعة انتلك مقابل 2.4 مليار دولار و 1.3 مليار دولار أمريكي إضافي لديون الشركة.
في فبراير عام 2019، أعلنت الشركة عن استحواذها على شركة أمنتي ديزاين، مقابل 300 مليون دولار تقريبا ما يعادل 5.85 دولار نقدا للسهم الواحد، مما مكن الشركة من الوصول إلى برامج العلاج المناعي. في مايو من نفس العام، أعلنت شركة ميرك أنها ستستحوذ على علاجات بيلوتون مقابل 2.2 مليار دولار، مما سيعزز من خط أنابيب علاج الأورام من خلال الاستحواذ على عقار بيلوتونس الرئيسي، وهو مثبط إتش أي إف-2ألفا في المرحلة الثانية من تجارب فون هيبل لينداو المرتبطة بمرض الكلى وسرطان الخلايا.
في يونيو من نفس العام، أعلنت شركة ميرك أنها ستستحوذ على شركة علاجات تيلوس مقابل 773 مليون دولار. في نوفمبر، استحوذت الشركة على شركة كالبورتا، والتي تركز على إنتاج أدوية باركنسون والزهايمر. في ديسمبر أعلنت شركة ميرك أنها ستستحوذ على شركة اركيولي ومركب أيه أر كيو 531 المثبط لبروتين التيروزين كيناز، مقابل 20 دولار للسهم الواحد، بمبلغ إجمالي حوالي 2.7 مليار دولار. في نفس الشهر، أعلنت شركة ميرك لصحة الحيوان أنها ستستحوذ على قسم الاستزراع المائي فاكي من شركة بنتير.

### من عام 2020 حتى الآن
في 5 فبراير عام 2020، أعلنت شركة ميرك عن تشكيل شركة جديدة ومستقلة للتداول العام تركز على أعمال صحة المرأة والعلامات التجارية القديمة الموثوقة وأعمال البدائل الحيوية، و تعيين كاري كوكس رئيسا لمجلس الإدارة. عمل كوكس سابقا كرئيس لشركة ارى بيوفارما، ورئيس شركة هيوماسيتي والرئيس التنفيذي لها، ورئيس لفرع جلوبال للأدوية في شركة شيرينغ بلاو، ونائب الرئيس التنفيذي لمؤسسة فارماسيا، ونائب رئيس الرعاية الصحية للمرأة في مختبرات ويث ايرست.
في مارس عام 2020، كانت شركة ميرك آند كو واحدة من عشر شركات تكرما في حفل جوائز التصنيع الافتتاحي من قبل مجلة نيو جيرسي بيزنس و رابطة الأعمال والصناعة نيو جيرسي. في نفس العام أعلنت شركة ميرك آند كو انها ستستحوذ على شركة ثيميس للعلوم البيولوجية، وهي شركة تركز على اللقاحات وعلاجات تعديل المناعة للأمراض المعدية والسرطان. كان الاستحواذ بسبب بحث ثيميس عن علاجات لفيروس كورونا. في يونيو من نفس العام، أعلنت الشركة أنها أكملت الاستحواذ على أعمال تحليلات الثروة الحيوانية. في أغسطس، أكملت شركة ميرك لصحة الحيوان الاستحواذ على أعمال تتبع الحيوانات المعتمدة على الحمض النووي. في سبتمبر، أعلنت شركة ميرك أنها ستشتري بمبلغ مليار دولار أسهم عادية من شركة سياتل لعلم الوراثة، وستتعاون الشركتين معا في تطوير لاديراتوزوماب فيدوتين المضاد للرصاص.
في نوفمبر، أعلنت شركة ميرك أنها ستستحوذ على شركة فيلوسبيو مقابل 2.75 مليار دولار، وستكتسب الشركة اقتران الأجسام المضادة والعقاقير الرئيسية المرشحة للعمل في في إل إس-101، المصمم لاستهداف مستقبلات يتيم1 التي تشبه التيروزين كيناز في كل من أورام الدم والأورام الصلبة. يعد في إل إس-101 حاليا هو المرحلة الأولى والمرحلة الثانية من التجارب السريرية. في نفس الشهر، أعلنت الشركة أنها ستستحوذ على شركة اونكولمينو التي تعمل في مجال التكنولوجيا الحيوية في المرحلة السريرية مقابل 425 مليون دولار ومرشحة للعمل في المرحلة الثالثة في سي دي 24 إف سي، المستخدم في علاج المرضى المصابين بفيروس كورونا الشديد والحرج.
في فبراير عام 2021، أعلن كينيث فرايزر أنه سيتنحى عن منصب الرئيس التنفيذي في نهاية يونيو 2021، وسيتولى روبرت إم ديفيس دور الرئيس التنفيذي للشركة بعد فرايزر.

### نزاع قانوني بشأن اسم ميرك
في 191 دولة من بين 193 دولة، تمتلك شركة ميرك في دارمشتات حقوق اسم ميرك، بينما تمتلك شركة ميرك آند كو حقوق الاسم في الولايات المتحدة وكندا، و تتداول الشركة تحت اسم إيه إم دي اختصار لاسم ايمانويل ميرك دارمشتات، واسمها القانوني بألمانيا هو ميرك كيه جي أيه دارمشتات.
في عام 2015، تبنت مجموعة ميرك شعار جديد وقالت إنه سيكون أكثر جرأة فيما يتعلق بحماية العلامة التجارية لشركة ميرك الأم. بدأت شركة ميرك في دارمشتات برفع دعوى قضائية ضد شركتها الفرعية السابقة ميرك آند كو، التابعة لشركة كينيلورث في العديد من البلدان بشأن انتهاك استخدام اسم ميرك.
في عام 2016، قضت محكمة العدل العليا في المملكة المتحدة بأن شركة ميرك آند كو قد انتهكت اتفاقية مع الشركة الأم السابقة وأن شركة ميرك الام في دارمشتات بألمانيا هي الوحيدة التي يحق لها استخدام اسم ميرك في المملكة المتحدة. ورأى القاضي أن استخدام الاختصار إم إس دي كجزء من علامات ميرك آند كو التجارية على مواقعها الإلكترونية العالمي كان موجها إلى المملكة المتحدة ويعتبر هذا انتهاك لحقوق العلامة التجارية لشركة ميرك الام في المملكة المتحدة.
في يناير عام 2016، رفعت شركة ميرك آند كو دعوى قضائية مضادة في الولايات المتحدة، من خلال رفع دعوى قضائية فيدرالية اتهمت الشركة الأم بانتهاك علامتها التجارية من خلال الإجراءات التي تضمنت زيادة استخدام اسم ميرك في الترويج للعلامة التجارية في الولايات المتحدة بالإضافة إلى تواجدها على وسائل التواصل الاجتماعي.
اتهمت شركة ميرك مجموعة ميرك الأم بتخفيف العلامات التجارية الفيدرالية، والمنافسة غير العادلة، والإعلانات الكاذبة، والممارسات التجارية الخادعة، ونقد العقود، والسرقة الإلكترونية. وصلت القضية إلى ذروتها عندما اعتقد أحد العملاء أنه كان يتواصل مع شركة ميرك آند كو، فيما يتعلق يتعلق بمنحة بحثية في علم الأورام، بينما كانوا في الواقع يتحدثون مع مجموعة ميرك الأم. نتيجة لذلك طلبت شركة ميرك آند كو من المحكمة الفيدرالية منع مجموعة ميرك الأم من استخدام اسم ميرك على أي منتجات أو مواد تسويقية في الولايات المتحدة.
تسعى شركة ميرك إلى أخذ جميع المكاسب التي حققتها مجموعة ميرك والأرباح والمزايا المالية، بالإضافة إلي ثلاثة أضعاف الضرر، وتعويضات عقابية إضافية.
في عام 2020، في سياق دعوى شركة ميرك ضد إم إس دي في سويسرا، قضت المحكمة الفيدرالية العليا بسويسرا أن استخدام اسم إم إس دي للعلامة التجارية ميرك في مواقعها الإلكترونية العالمية يمكن أن يكون له تأثير تجاري في سويسرا، في غياب آليات الاستهداف الجغرافي.

## تاريخ الاستحواذ

### حوكمة الشركات
في عام 2005، تقاعد الرئيس التنفيذي ريموند جيلمارتن بعد انسحاب شركة ميرك الطوعي من إنتاج عقار روفيكوكسيب في جميع أنحاء العالم. تم تعيين الرئيس السابق للمصنع ريتشارد كلارك الرئيس التنفيذي ورئيس الشركة. تقاعد كلارك في أكتوبر 2011 وأصبح كينيث فرايزر الرئيس التنفيذي.
في 23 أبريل عام 2014، أصبح روبرت إم ديفيس، المدير المالي السابق لشركة باكستر إنترناشونال، المدير المالي لشركة ميرك. حل ديفيس محل بيتر إن. كيلوج، الذي شغل هذا المنصب منذ عام 2007.

## المنتجات

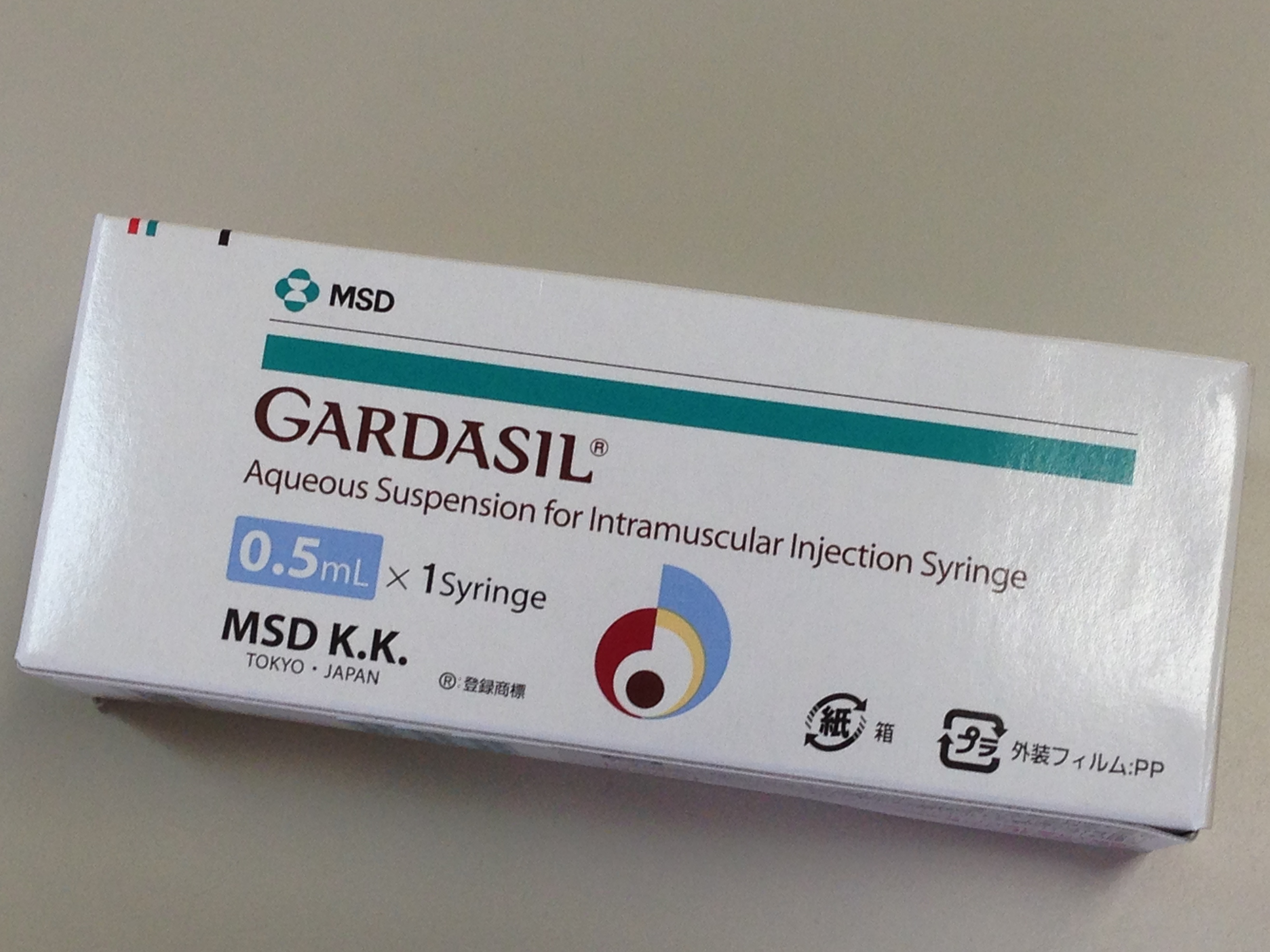
علبة جارسال في عبوة يابانية

### الحالي
اعتبارا من أغسطس عام 2014، أدت جهود البحث والتطوير لشركة ميرك إلى الموافقة على المزيد من الأدوية الجديدة مقارنة بأي شركة أخرى، وموافقة إدارة الأغذية وإدارة الغذاء والدواء الأمريكية على 63 كمان جزئي جديد. شملت المنتجات الرئيسية لشركة ميرك على:
- سيتاغلبتين أو جانوفيا، وهو مثبط ثنائي ببتيدل ببتيداز أي في لعلاج مرض السكري من النوع الثاني. في عام 2013، كان عقار سيتاغلبتين هو ثاني أكبر عقار مبيعا لمرض السكري في جميع أنحاء العالم،[89] بمبيعات عالمية بلغت 4 مليارات دولار.

يدخل عقار سيتاغلبتين في تركيب عقار ميتفورمين العام المضاد لمرض السكري. ويرجع ذلك إلى أن جزيئاته عكس العديد من جزيئات أدوية السكري الأخرى، فإنه يتسبب في زيادة ضئيلة أو معدومة في الوزن ولا يسبب نوبات سكر الدم. تبيع شركة ميرك أيضا دواء مركب من حبوب منع الحمل يحتوي على كل من مادة عقار جانوفيا وميتفورمين تحت الاسم التجاري جانومنت. كان هناك بعض القلق من أن العلاج بمادة عقار جانوفيا ومثبطات دي بي بي-أي في الأخرى قد يترافق مع زيادة طفيفة في خطر الإصابة بالتهاب البنكرياس.
- إزيتمايب هو علاج لفرط كولسترول الدم، يعمل عن طريق تثبيط امتصاص الكوليسترول الغذائي. بلغت مبيعاته في عام 2013 إلى 2.7 مليار دولار. كان عقار إزيتمايب مثيرا للجدل، حيث تمت الموافقة عليه في البداية بناء على تأثيره على مستويات الكولسترول في الدم دون دليل على أنه يؤدي بالفعل إلى الإصابة بأمراض القلب والأوعية الدموية.

ومع ذلك، أظهرت نتائج دراسة إمبروفي-أي تي، التي تقدمت في الجلسات العلمية لجمعية القلب الأمريكية لعام 2014، فائدة ذات دلالة إحصائية، وإن كانت متواضعة، في إضافة إزيتمايب إلى سيمفاستاتين لمرضى متلازمة الشريان التاجي الحادة عالية الخطورة.
- إنفليكسيماب هو جسم مضاد أحادي النسيلة موجه نحو السيتوكين تي إن إف-ألفا ويستخدم لعلاج مجموعة واسعة من اضطرابات المناعة الذاتية،[94] بما في ذلك التهاب المفاصل الروماتويدي، ومرض كرون، والتهاب الفقار اللاصق، والصدفية اللويحية. يظهر جسم إنفليكسيماب ومثبطات تي إن إف-ألفا الأخرى تأثيرات علاجية مضافة مع الميثوتريكسات وتحسن نوعية الحياة.[95]

تشمل الآثار الضارة زيادة خطر الإصابة بالعدوى وأنواع معينة من السرطان. تمتلك شركة ميرك حقوق في العقار في مناطق معينة، بينما تمتلك شركة يانسن للتكنولوجيا الحيوية حقوق في مجالات أخرى. في عام 2017، أعلنت شركة ميرك عن بديل حيوي لعقار إنفليكسيماب و رينفلكسيس.
- غارداسيل هو لقاح لفيروس الورم الحليمي البشري المؤتلف، يستخدم في الفيروسات التي تحتوي على الأنماط المصلية المتعددة لفيروس الورم الحليمي البشري. حيث أن الأنماط المصلية هي المسؤولة عن معظم حالات سرطان عنق الرحم في جميع أنحاء العالم.[97]

## وصلات خارجية
- عن شركة ميرك آند كو.
- كتيبات ميرك.
- ميرك في كندا.